# Kilian Kramer
Kilian Kramer (* 1989) ist ein professioneller deutscher Pokerspieler.

## Persönliches
Kilian Kramer ist ein Sohn des Bildhauers Michael Kramer. Kramer lebte gemeinsam mit den Pokerspielern Martin Finger und Thomas Mühlöcker in einer WG in Wien. Im November 2015 war Kramer neben Mühlöcker eine der beiden Hauptpersonen im Dokumentarfilm In der Schwebe, der im Rahmen des kleinen Fernsehspiels im ZDF ausgestrahlt wurde und die beiden bei einigen Events der European Poker Tour begleitet.

## Pokerkarriere
Seine erste Geldplatzierung bei einem Live-Turnier erzielte Kramer Mitte Dezember 2010 bei der European Poker Tour (EPT) in Prag. Im Juni 2011 war er erstmals bei der World Series of Poker (WSOP) im Rio All-Suite Hotel and Casino am Las Vegas Strip erfolgreich und belegte bei einem Turnier der Variante No Limit Hold’em den 141. Platz für rund 3000 US-Dollar Preisgeld. Ende März 2012 kam er beim EPT-Main-Event im italienischen Campione ins Geld und gewann 7500 Euro. Mitte Juli 2015 landete Kramer beim Main Event der WSOP von 6420 Spielern als zweitbester Deutscher auf dem 18. Platz und sicherte sich mehr als 300.000 US-Dollar. Auch bei der im Oktober 2015 in Berlin stattfindenden World Series of Poker Europe spielte er das Main Event und schaffte es dort an den Finaltisch. Am Ende belegte er den fünften Platz, der ihm 175.000 Euro Preisgeld einbrachte. Bei der WSOP 2017 belegte Kramer beim Crazy-Eights-Event den zweiten Platz und erhielt ein Preisgeld von über 450.000 US-Dollar. Im Mai 2017 gewann Kramer auf Pokerstars während der Spring Championship Of Online Poker (SCOOP) Event #37-H, das Super Tuesday SE. Für den Sieg erhielt er aufgrund eines Deals mit drei anderen Spielern eine Siegprämie von knapp 217.000 US-Dollar. Ende November 2018 wurde er beim Main Event der Master Classics of Poker in Amsterdam ebenfalls Zweiter und sicherte sich ein Preisgeld von rund 160.000 Euro. Im März 2019 konnte Kramer das $1.050 Super Tuesday auf Pokerstars gewinnen und erhielt hierfür ein Preisgeld von über 30.000 US-Dollar. Ende Juni 2024 konnte Kramer das Main Event der Wynn Summer Classic gewinnen und seinen bisher größten Live-Gewinn von knapp 1.000.000 US-Dollar für sich behaupten. Bei der APT Manila Classic gewann Kramer im Februar 2025 ein NLH/PLO Mixed Event und erhielt umgerechnet über 6000 US-Dollar Preisgeld.
Insgesamt hat Kramer mit seinen Fähigkeiten bei internationalen Live-Pokerturnieren über 3 Millionen US-Dollar erspielt.